# Annihilation (film)
Annihilation är en amerikansk-brittisk science fiction-film från 2018. Alex Garland har regisserat och skrivit manus till filmen, baserat på en roman av Jeff VanderMeer.
Filmen handlar om en grupp forskare som undersöker "skimret", en mystisk karantänzon av muterande växter och djur orsakade av en utomjordisk närvaro på jorden.

## Rollista (i urval)
- Natalie Portman – Lena
- Jennifer Jason Leigh – Dr. Ventress
- Gina Rodriguez – Anya Thorensen
- Tessa Thompson – Josie Radek
- Tuva Novotny – Cassie "Cass" Sheppard